# Pelecopsis kalaensis
Pelecopsis kalaensis is een spinnensoort in de taxonomische indeling van de hangmatspinnen (Linyphiidae).
Het dier behoort tot het geslacht Pelecopsis. De wetenschappelijke naam van de soort werd voor het eerst geldig gepubliceerd in 1992 door Robert Bosmans & Abrous.